# Soldati-Klasse (1937)
Die Soldati-Klasse, nach dem Typschiff auch Camicia-Nera-Klasse, war eine Klasse von siebzehn Zerstörern der Königlich Italienischen Marine, die während des Zweiten Weltkriegs und teilweise danach zum Einsatz kamen. Die Schiffe trugen die Namen von Soldaten oder Angehörigen einzelner Waffengattungen, Teilstreitkräften oder sonstigen militärischen Organisationen, weswegen sie zusammenfassend als „Soldatenklasse“ bezeichnet wurden. Zehn Schiffe gingen im Zweiten Weltkrieg verloren, zwei blieben unvollendet, drei gingen als Reparationsleistung an Frankreich, zwei an die Sowjetunion. Zwei Zerstörer blieben auch nach dem Krieg in italienischen Diensten.

## Geschichte
Die Schiffe der Soldati-Klasse waren die modernsten Zerstörer der Regia Marina im Zweiten Weltkrieg. Sie ähnelten in vielerlei Hinsicht den vorherigen, etwas kleineren Zerstörerklassen Maestrale und Oriani. Die erste, 1936 in Auftrag gegebene Serie umfasste zwölf Einheiten, von denen sechs bei OTO in Livorno gebaut wurden, zwei bei CNR in Ancona, zwei bei CNR in Palermo und zwei bei Cantieri del Tirreno in Riva Trigoso bei Genua. Das zweite Baulos umfasste statt der vorgesehenen zwölf verbesserten Schiffe nur sieben, die im Vergleich zu den Vorgängern nur kleinere Modifikationen aufwiesen. Nennenswert ist die Verringerung der Antriebsstärke um 4.000 PS, was als wirtschaftlicher und ansonsten für den Einsatz als ausreichend angesehen wurde. Von den sieben Schiffen entstanden ab Oktober 1940 drei bei CNR in Ancona und fünf bei OTO in Livorno. Nur fünf Schiffe der zweiten Serie wurden tatsächlich in Dienst gestellt. Ab 1942 erhielten vier Einheiten deutsche und italienische Radargeräte.

## Technische Aspekte
Die Einheiten der Soldati-Klasse waren maximal 106,7 Meter lang und 10,15 Meter breit, der Tiefgang betrug durchschnittlich 3,15 Meter, wuchs aber bei Einsatzverdrängung auf rund 3,4 Meter an. Die Maschinenanlage bestand aus drei Dünnrohr-Kesseln vom Yarrow-Typ und zwei Getriebeturbinen, wobei die letzteren entweder vom Parsons-Modell (bei den von OTO in Livorno gebauten Schiffen) oder vom Belluzzo-Modell (bei allen anderen Einheiten, die nicht bei OTO Livorno gebaut wurden) waren. Die Antriebsanlage leistete maximal 48.000 WPS, was den Schiffen eine Höchstgeschwindigkeit von 38 kn (rund 70 km/h) hätte ermöglichen sollen. Unter Einsatzbedingungen lag die Höchstgeschwindigkeit, bedingt durch Nachrüstungen sowie die spätere Reduzierung der Antriebsleistung (siehe oben) bei rund 35 kn (etwa 65 km/h). So stieg die Konstruktionsverdrängung von 1.620 ts (wie im nebenstehenden Informationsblock angegeben und wie für die ersten Einheiten zutreffend) bei den letzten gebauten Einheiten des zweiten Bauloses auf bis zu 1.830 ts an.
Die Einheiten der ersten Bauserie verfügten im Regelfall nur über vier 12-cm-Geschütze L/50 in zwei Doppellafetten, lediglich Camicia Nera, Carabiniere, Geniere und Lanciere besaßen deren fünf (in zwei Doppel- und einer Einzellafette). Diese Geschütze waren in der Lage, eine 23,15 Kilogramm schwere Granate über eine Entfernung von maximal 22.000 Metern zu verschießen. Die Feuergeschwindigkeit lag bei etwa sechs bis sieben Schuss pro Minute. Die Torpedobewaffnung bestand aus sechs 53,3-cm-Torpedorohren in zwei Drillingsrohrsätzen, die in Mittschiffslinie aufgestellt waren. Obgleich die genutzten Torpedomodelle (Si 270/533.4; 270-Kilogramm-Sprengkopf) durchaus ausgereift waren, litten die italienischen Zerstörer unter unzulänglichen Feuerleiteinrichtungen für die Torpedos. Zumindest Legionario und Velite gaben 1942/43 einen dieser Drillingssätze an Land, um Platz für zusätzliche Flugabwehrkanonen zu schaffen. Bedingt durch die im Verlauf des Krieges zunehmende Luftbedrohung wuchs die Zahl der Flugabwehrkanonen beständig an, wobei es zwischen den Schiffen aber teils beträchtliche Abweichungen gab, so dass gerade für die späteren Kriegsjahre keine einheitliche Bewaffnung genannt werden kann.

## Schiffe der Klasse

### Erste Serie
Die Verbandszugehörigkeit der zwölf Schiffe des ersten Bauloses bezieht sich auf das Jahr 1940 (wurde im Wesentlichen bis 1943 beibehalten). Sie wurden fast ausnahmslos in Hochseeverbänden eingesetzt.
- Alpino
  - Namensgeber:Soldat der italienischen Gebirgsjägertruppe Alpini
  - Schiffskennung: AP
  - Bauwerft: CNR Ancona
  - Kiellegung: 2. Mai 1937
  - Stapellauf: 18. September 1938
  - Indienststellung: 20. April 1939
  - Verband: 13. Zerstörergeschwader
  - Einsätze: Seeschlacht bei Kap Teulada, Schlacht bei Kap Matapan, erstes Syrtegefecht, zweites Syrtegefecht, Geleitschutzeinsätze nach Nordafrika
  - Verbleib: Am 19. April 1943 von US-Bombern in La Spezia versenkt
- Artigliere
  - Namensgeber: Artillerist
  - Schiffskennung: AR
  - Bauwerft: OTO Livorno
  - Kiellegung: 15. Februar 1937
  - Stapellauf: 12. Dezember 1937
  - Indienststellung: 14. November 1938
  - Verband: 11. Zerstörergeschwader
  - Einsätze: Seeschlacht bei Punta Stilo. Nachtgefecht bei Capo Passero, südöstlich von Sizilien, gegen den mit Radar ausgerüsteten Kreuzer HMS Ajax.
  - Verbleib: Von Ajax bei Capo Passero schwer beschädigt, am 13. Oktober 1940 von York versenkt.
- Ascari
  - Namensgeber: Askari, Kolonialsoldat
  - Schiffskennung: AI
  - Bauwerft: OTO Livorno
  - Kiellegung: 11. Dezember 1937
  - Stapellauf: 31. Juli 1938
  - Indienststellung: 6. Mai 1939
  - Verband: 12. Zerstörergeschwader
  - Einsätze: Geleitschutz. Punta Stilo, Kap Teulada, Kap Matapan, erstes und zweites Syrtegefecht. Nahm am 15. Juni 1942 am Seegefecht bei Pantelleria gegen Harpoon-Geleit teil.
  - Verbleib: Am 24. März 1943 auf Mine gelaufen und gesunken
- Aviere
  - Namensgeber: Flieger, unterster Dienstgrad der Luftwaffe
  - Schiffskennung: AV
  - Bauwerft: OTO Livorno
  - Kiellegung: 16. Januar 1937
  - Stapellauf: 19. September 1937
  - Indienststellung: 31. August 1937
  - Verband: 11. Zerstörergeschwader
  - Einsätze: Punta Stilo. Am 12. Oktober 1940 im Nachtgefecht bei Capo Passero beschädigt. Erstes und zweites Syrtegefecht, Geleitschutz nach Nordafrika.
  - Verbleib: Am 17. Dezember 1942 vom britischen U-Boot Splendid versenkt
- Bersagliere
  - Namensgeber: Angehöriger der Bersaglieri, einer italienischen Infanterietruppe
  - Schiffskennung: BG
  - Bauwerft: CNR Palermo
  - Kiellegung: 21. April 1937
  - Stapellauf: 3. Juli 1938
  - Indienststellung: 1. April 1939
  - Verband: 13. Zerstörergeschwader
  - Einsätze: 1940 Kap Teulada, 1941 Kap Matapan, erstes und zweites Syrtegefecht. Geleitschutz.
  - Verbleib: Am 7. Januar 1943 von US-Bombern in Palermo versenkt.
- Camicia Nera (ab Juli 1943 Artigliere)
  - Namensgeber: Angehöriger der Schwarzhemden, einer faschistischen Parteitruppe (ab Juli 1943 „Artillerist“)
  - Schiffskennung: CN
  - Bauwerft: OTO Livorno
  - Kiellegung: 21. Januar 1937
  - Stapellauf: 8. August 1937
  - Indienststellung: 30. Juni 1938
  - Verband: 11. Zerstörergeschwader
  - Einsätze: Punta Stilo, erstes Syrtegefecht, Geleitschutz. Am 2. Dezember 1942 verlustreicher Kampf gegen britische Force Q.
  - Verbleib: Als Reparationsleistung an Sowjetunion, trug dort den Namen Lovkij (Ловкий). 1960 außer Dienst.
- Carabiniere
  - Namensgeber: Angehöriger der Carabinieri, einer militärischen Polizeitruppe
  - Schiffskennung: CB
  - Bauwerft: CT Riva Trigoso
  - Kiellegung: 1. Februar 1937
  - Stapellauf: 23. Juli 1938
  - Indienststellung: 20. Dezember 1938
  - Verband: 12. Zerstörergeschwader
  - Einsätze: Punta Stilo, Kap Teulada, Kap Matapan, erstes Syrtegefecht. Am 16. Dezember 1942 von U-Boot HMS P36 schwer beschädigt, erhielt den Bug des im Bau befindlichen Carrista (2. Serie). Geleitschutz.
  - Verbleib: Blieb bis Januar 1965 im Dienst der italienischen Marina Militare
- Corazziere
  - Namensgeber: Angehöriger der Corazzieri, der Leibgarde des Staatsoberhaupts
  - Schiffskennung: CR, später CZ
  - Bauwerft: OTO Livorno
  - Kiellegung: 7. Oktober 1937
  - Stapellauf: 22. Mai 1938
  - Indienststellung: 4. März 1939
  - Verband: 12. Zerstörergeschwader
  - Einsätze: Geleitschutz, Punta Stilo, Kap Matapan, erstes Syrtegefecht. Kollidierte am 18. Dezember 1941 mit Granatiere. Am 15. Februar 1942 durch Luftangriff schwer beschädigt.
  - Verbleib: Nach Waffenstillstand am 9. September 1943 in Genua selbstversenkt. Von Deutschen gehoben, jedoch durch Luftangriff 1944 erneut versenkt.
- Fuciliere
  - Namensgeber: Füsilier, Infanterist
  - Schiffskennung: FC
  - Bauwerft: CNR Ancona
  - Kiellegung: 2. Mai 1937
  - Stapellauf: 31. Juli 1938
  - Indienststellung: 10. Januar 1939
  - Verband: 13. Zerstörergeschwader
  - Einsätze: Geleitschutz, Kap Teulada, Kap Matapan, erstes und zweites Syrtegefecht. Erhielt 1943 italienisches Radar EC 3/ter Gufo.
  - Verbleib: Als Reparationsleistung an Sowjetunion. Trug dort den Namen Lyogkij (Лёгкий). 1960 außer Dienst.
- Geniere
  - Namensgeber: Angehöriger der Genietruppe, heute Pionier
  - Schiffskennung: GE
  - Bauwerft: OTO Livorno
  - Kiellegung: 26. August 1937
  - Stapellauf: 27. Februar 1938
  - Indienststellung: 14. Dezember 1938
  - Verband: 11. Zerstörergeschwader
  - Einsätze: Nachtgefecht bei Capo Passero, Punta Stilo, zweites Syrtegefecht
  - Verbleib: Am 1. März 1943 von US-Bombern in Palermo versenkt, gehoben, nach Tarent geschleppt aber bei Capo Spulico gesunken.
- Granatiere
  - Namensgeber: Grenadier der Granatieri di Sardegna
  - Schiffskennung: GN
  - Bauwerft: CNR Palermo
  - Kiellegung: 5. April 1937
  - Stapellauf: 24. April 1938
  - Indienststellung: 1. Februar 1939
  - Verband: 13. Zerstörergeschwader
  - Einsätze: Geleite, Kap Teulada, Kap Matapan, erstes Syrtegefecht. Am 18. Dezember 1941 bei Kollision mit Corazziere schwer beschädigt. 1943 von US-Bombern in Palermo beschädigt. Am 2. Mai 1944 Gefecht mit deutschen Torpedobooten vor Albanien.
  - Verbleib: Blieb bis Juli 1958 im Dienst der italienischen Marine
- Lanciere
  - Namensgeber: Lanzierer (im Sinn von Ulan), Soldat einer Kavallerietruppe
  - Schiffskennung: LN
  - Bauwerft: CT Riva Trigoso
  - Kiellegung: 1. Februar 1937
  - Stapellauf: 18. Dezember 1937
  - Indienststellung: 25. März 1939
  - Verband: 12. Zerstörergeschwader
  - Einsätze: Kap Teulada, zweites Syrtegefecht.
  - Verbleib: Am 23. März 1942 nach zweitem Syrtegefecht in schwerem Sturm gekentert und gesunken

### Zweite Serie
- Bombardiere
  - Namensgeber: Bombardier, Angehöriger der Artillerie
  - Schiffskennung: BR
  - Bauwerft: CNR Ancona
  - Kiellegung: 7. Oktober 1940
  - Stapellauf: 23. März 1942
  - Indienststellung: 15. Juli 1942
  - Verband:
  - Einsätze: Nur Geleitschutz.
  - Verbleib: Am 17. Januar 1943 vom britischen U-Boot HMS United versenkt
- Carrista
  - Namensgeber: Soldat der Panzertruppe, Panzerschütze
  - Schiffskennung: CR
  - Bauwerft: OTO Livorno
  - Kiellegung: 11. September 1941
  - Stapellauf: - (Bug- und Hecksektion für Reparaturen von Carabiniere und Velite verwendet)
  - Indienststellung: -
  - Verband: -
  - Einsätze: -
  - Verbleib: Infolge des Waffenstillstands vom 8. September 1943 von Deutschen erbeutet, blieb unvollendet und wurde als TA34 abgebrochen
- Corsaro
  - Namensgeber: Korsar, Pirat
  - Schiffskennung: CA
  - Bauwerft: OTO Livorno
  - Kiellegung: 23. Januar 1941
  - Stapellauf: 16. November 1941
  - Indienststellung: 16. Mai 1942
  - Verband: 17. Zerstörergeschwader
  - Einsätze: Geleitschutz.
  - Verbleib: Am 9. Januar 1943 auf Mine gelaufen und gesunken
- Legionario
  - Namensgeber: Legionär, Soldat einer römischen Legion
  - Schiffskennung: LG
  - Bauwerft: OTO Livorno
  - Kiellegung: 21. Oktober 1940
  - Stapellauf: 16. April 1941
  - Indienststellung: 1. März 1942
  - Verband: 7. Zerstörergeschwader
  - Einsätze: Gegen britisches Vigorous-Geleit im Juni 1942 erstmals mit deutschem Radar. Ende 1942 Truppentransporte nach Tunesien.
  - Verbleib: Im September 1943 an Alliierte übergeben, im August 1948 als Reparationsleistung an Frankreich. Trug dort den Namen Duchaffault und ging im Juni 1954 außer Dienst.
- Mitragliere
  - Namensgeber: Maschinengewehr-Schütze
  - Schiffskennung: MT
  - Bauwerft: CNR Ancona
  - Kiellegung: 7. Oktober 1940
  - Stapellauf: 28. September 1941
  - Indienststellung: 1. Februar 1942
  - Verband: 13. Zerstörergeschwader
  - Einsätze: Geleite, Ende 1942 Truppentransporte nach Tunesien.
  - Verbleib: Im September 1943 in Mallorca interniert, 1944 an die Alliierten, 1948 als Jurien de la Gravière an Frankreich, im Juni 1954 außer Dienst
- Squadrista (im Juli 1943 Corsaro II, im September 1943 TA 33)
  - Namensgeber: Angehöriger von faschistischen Schlägergruppierungen (bis 1924)
  - Schiffskennung: SQ
  - Bauwerft: OTO Livorno
  - Kiellegung: 4. September 1941
  - Stapellauf: 12. September 1942
  - Indienststellung: -
  - Verband: -
  - Einsätze: Nur Probefahrten, Umbau zu Radarplattform für Freya-Radar, dann Torpedoboot.
  - Verbleib: Im September 1943 von Deutschen erobert, als TA33 von US-Bombern versenkt.
- Velite
  - Namensgeber: Angehöriger der römischen Velites
  - Schiffskennung: VL
  - Bauwerft: OTO Livorno
  - Kiellegung: 19. April 1941
  - Stapellauf: 31. August 1941
  - Indienststellung: 31. August 1942
  - Verband: 17. Zerstörergeschwader
  - Einsätze: Bei Geleitschutzeinsatz am 21. November 1942 von Torpedo schwer beschädigt. Erhielt Heck von Carrista sowie italienisches Radar EC3/ter Gufo.
  - Verbleib: Am 21. November 1942 von britischem U-Boot HMS Splendid schwer beschädigt. Im September 1943 an die Alliierten übergeben, 1948 als Duperré an Frankreich und dort 1961 außer Dienst.